# نيكولا لازاروف
نيكولا لازاروف (بالبلغارية: Никола Лазаров)‏ هو مهندس معماري بلغاري، ولد في 1 أبريل 1870 في Karlovo ‏ في بلغاريا، وتوفي في 14 يونيو 1942 في صوفيا في بلغاريا.

## معرض صور

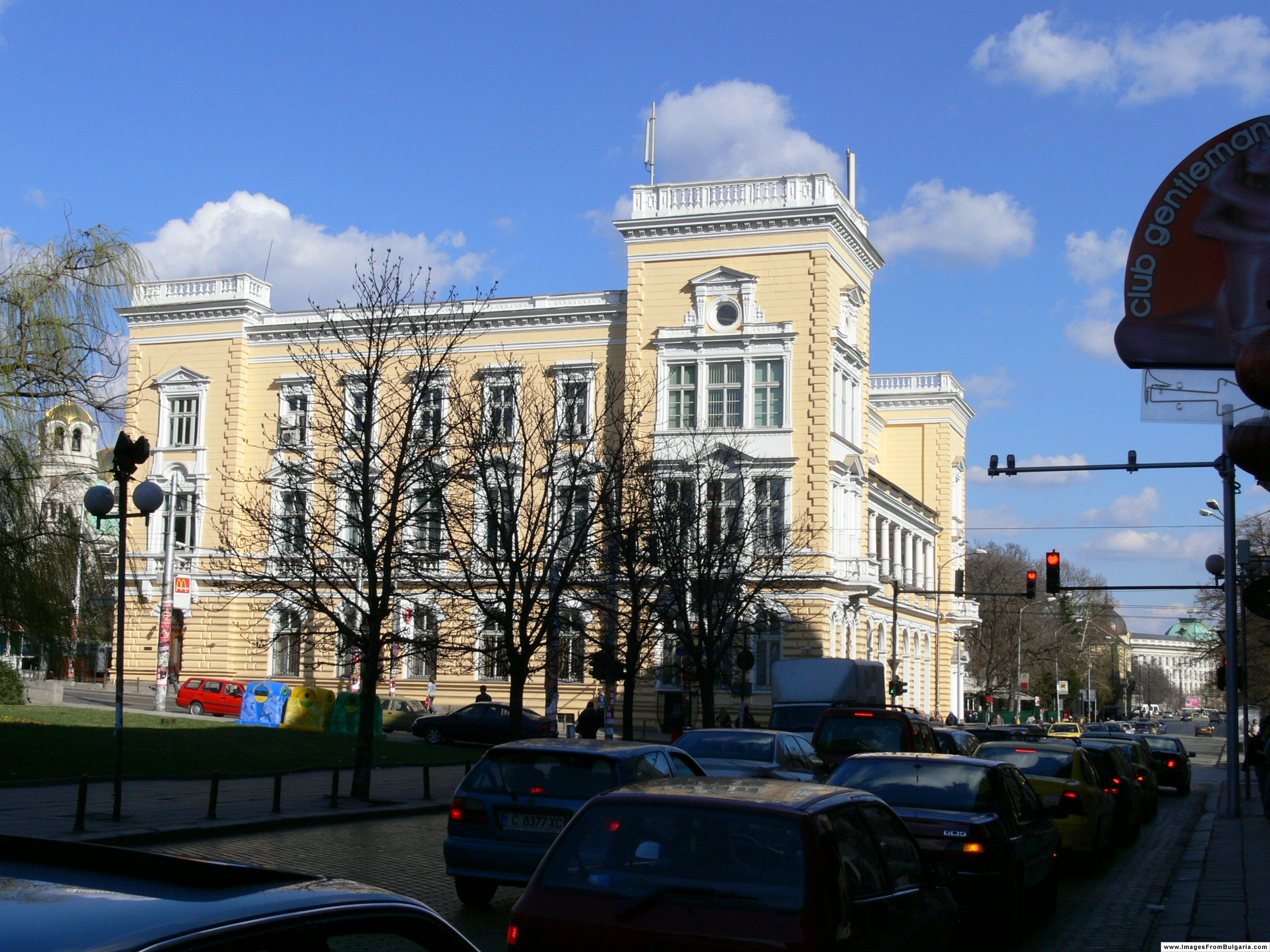
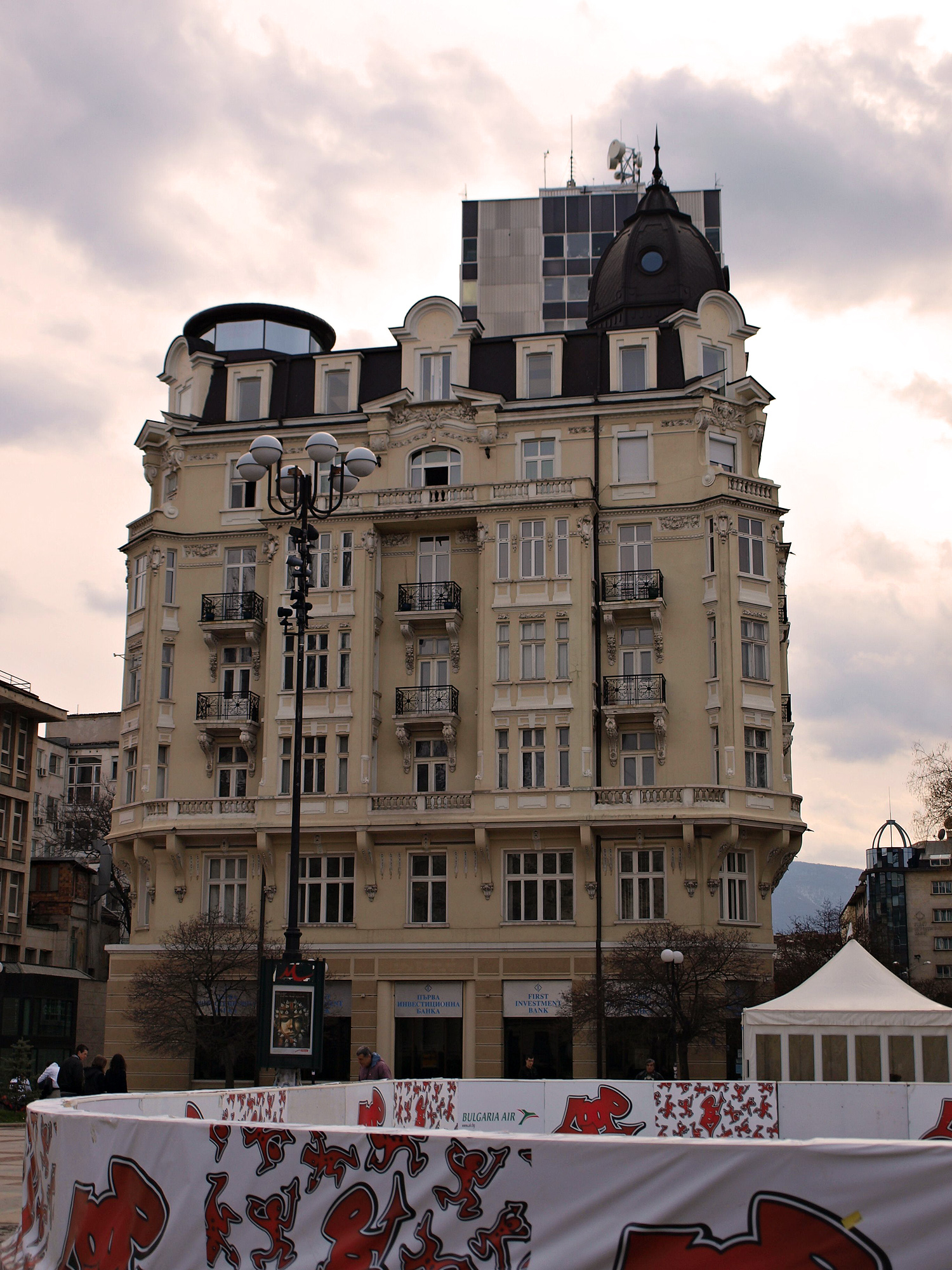
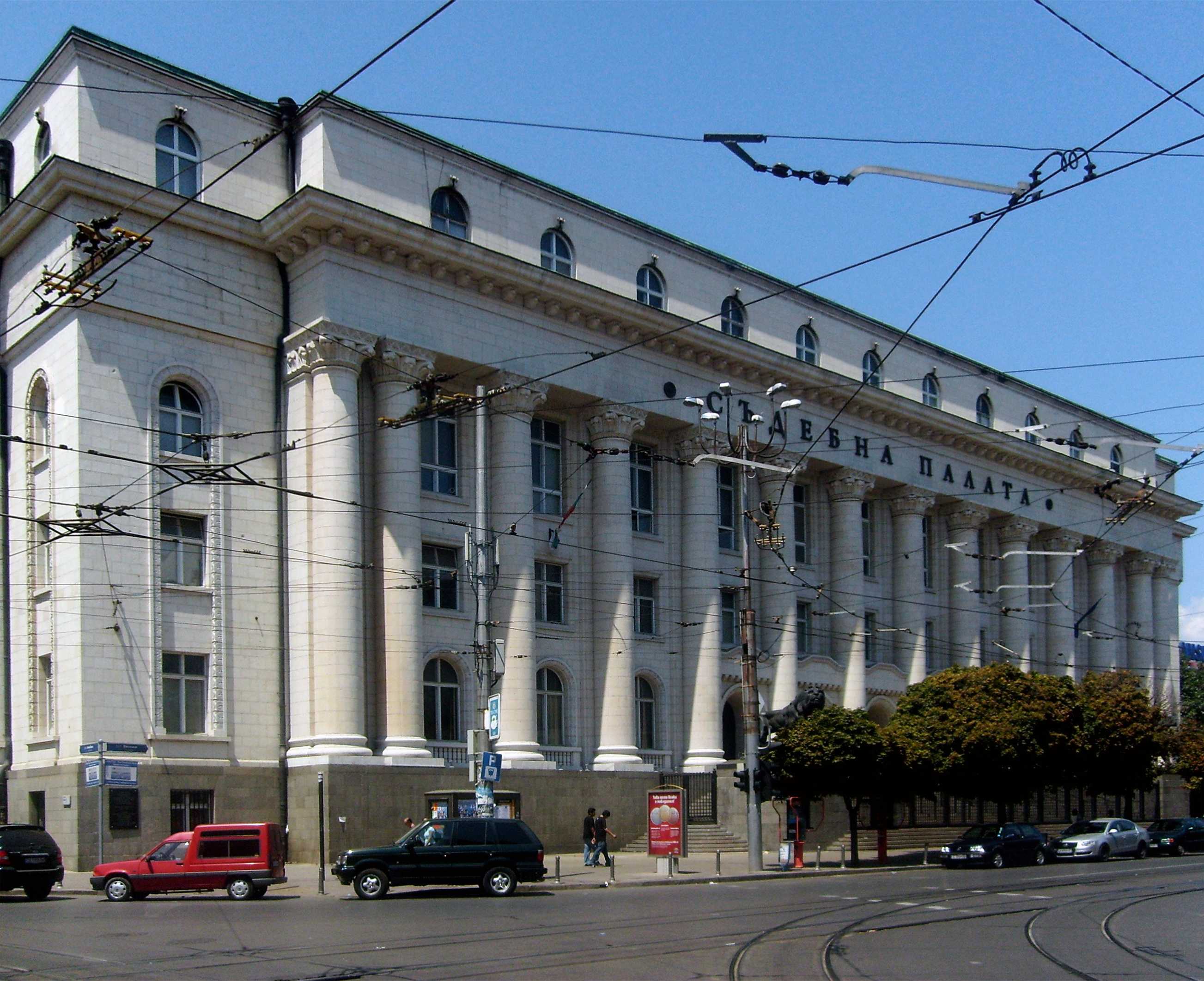